# Jerome Woods
Jerome Harlan Woods (Memphis, 17 marzo 1973) è un ex giocatore di football americano statunitense che ha militato nel ruolo di safety nella National Football League (NFL).

## Biografia
Dopo avere giocato al college a football all'Università di Memphis, Woods fu scelto come 28º assoluto nel Draft NFL 1996 dai Kansas City Chiefs, giocandovi per tutta la carriera fino al 2005. Nel 2003, dopo avere perso tutta la stagione precedente per la frattura di una gara gamba, disputò tutte le 16 gare come titolare, con 99 tackle e 3 intercetti ritornati per 125 yard e 2 touchdown che gli valsero la convocazione per il Pro Bowl.

## Palmarès
- Convocazioni al Pro Bowl: 1

2003

## Statistiche
| Partite    | 128 |
| Tackle     | 434 |
| Sack       | 5,0 |
| Intercetti | 15  |